# Município de Goshen (condado de Clermont, Ohio)
Localização do Ohio nos E.U.A.
O município de Goshen (em inglês: Goshen Township) é um município localizado no condado de Clermont no estado estadounidense de Ohio. No ano de 2010 tinha uma população de 15 505 habitantes e uma densidade populacional de 174,91 pessoas por km².

## Geografia
O município de Goshen encontra-se localizado nas coordenadas 39° 13′ 49″ N, 84° 09′ 38″ O. Segundo a Departamento do Censo dos Estados Unidos, o município tem uma superfície total de 88.64 km², da qual 88.29 km² correspondem a terra firme e (0.4%) 0.36 km² é água.

## Demografia
Segundo o censo de 2010, tinha 15 505 pessoas residindo no município de Goshen. A densidade populacional era de 174,91 hab./km².